# Самка Ібраїмовський
Самка Ібраїмовський (мак. Самка Ибраимовски; 27 вересня 1954, Тетово) — македонський політик ромського походження та президент політичної партії ПЦЕР. 
Ібраїмовський закінчив факультет управління в Новому Саді, а в період 2011-2014 рр. був депутатом у Асамблеї Республіки Македонія.  Після парламентських виборів 2016 року став міністром без портфеля в уряді Зорана Заєва. У грудні 2017 року Ібраїмовський пішов у відставку. 
В юності Ібраїмовський був барабанщиком музичної групи Ineksi, а його брат — співаком Ібуш Ібраїмовський. До того, як вступити в політику, Ібраїмовський був директором фабрики у Тетово з виробництва меблів та посуду «Униус промет».  З 2004-2006 рр. — заступник міністра праці та соціальної політики.